# Línia Amiens-Saint-Quentin-Amiens del TER
Aquestes són les estacions de la línia Amiens-Saint-Quentin-Amiens del TER, una xarxa ferroviària de França gestionada per la companyia SNCF.

## Estacions
| Estació             | Municipi               | Departament | Coordenades |
| ------------------- | ---------------------- | ----------- | ----------- |
| Amiens              | Amiens                 | Somme       |             |
| Blangy-Glisy        | Blangy-Tronville       | Somme       |             |
| Villers-Bretonneux  | Villers-Bretonneux     | Somme       |             |
| Marcelcave          | Marcelcave             | Somme       |             |
| Wiencourt-l'Équipée | Wiencourt-l'Équipée    | Somme       |             |
| Guillaucourt        | Guillaucourt           | Somme       |             |
| Rosières            | Rosières-en-Santerre   | Somme       |             |
| Chaulnes            | Chaulnes               | Somme       |             |
| Nesle               | Nesle                  | Somme       |             |
| Ham                 | Ham                    | Somme       |             |
| Flavy-le-Martel     | Flavy-le-Martel        | Somme       |             |
| Tergnier            | Tergnier               | Aisne       |             |
| Montescourt         | Montescourt-Lizerolles | Aisne       |             |
| Saint-Quentin       | Saint-Quentin          | Aisne       |             |